# Alopecosa atis
Alopecosa atis este o specie de păianjeni din genul Alopecosa, familia Lycosidae, descrisă de Caporiacco, 1949. Conform Catalogue of Life specia Alopecosa atis nu are subspecii cunoscute.